# Mugan
Mugan, Mughan, Mughan o Mukan o país Talix, Talish o Talyx és una regió de l'Azerbaidjan, que forma la seva part més meridional. És al sud del riu Kura. Rep aquest nom el per l'estepa que hi ha al nord i es va fer popular durant el domini rus, però el nom de la regió històricament és Talish. La capital és Lenkoran. La regió s'estén fins a territori iranià més al sud del riu Astara que serveis de frontera, uns 50 km; la zona iraniana forma part de la província de l'Azerbaidjan Oriental. La ciutat principal és Lenkoran, a l'Azerbaidjan.

## Història
El nom sembla derivar d'un poble que vivia a la regió i que ja havien esmentat Hecateu (Μυχών) i Pomponi Mela (mochi, que cita junt als hyrcani i als albani) i que serien una branca dels caspi, que vivien al que avui és Mugan i en un territori més extens. Els romans d'Orient l'esmenten com a Βουχανία o Βουχαχία (Boukania o Boukakia).
Els àrabs van conquerir la regió el 642 sota direcció d'un oficial de Suraka ibn Bukayr, que va dirigir una carta als habitants als que va prometre la pau, i que dona al país el nom de Mukan. Al-Baladhuri diu que el 645/646 al-Walid ibn Ukba ibn Abi Muyat va fer una ràtzia cap a una zona anomenada al-B.b.r (Taron), al-T.y.lasan que podria ser el país Talish, i l'estepa de Mukan (que anomena «ahl Mukan»). S'esmenta encara una altra campanya posterior contra els habitants de Mukan dirigida per Said ibn al-Asi, que va suposar pèrdues importants als àrabs. Cap autor àrab esmenta el nom talish; els primers geògrafs que l'esmenten són al-Baladhuri i al-Tabari, que utilitzen la forma Mukan, però altres geògrafs utilitzen Mughan per l'etimologia popular (mughan = mags). Yakut diu que els perses anomenen la regió com Talishan (que podria ser un plural) i que a l'inici de l'islam era un amal de la província de Gurgan.
En una crònica romana d'Orient s'assenyala que el general Lleonci va conquerir Ibèria, Albània, Bukània (Mugània) i Mèdia el 678. El 741 Marwan ibn Muhammad (després Marwan II) va fer una campanya a Gilan i a Mugan. La regió va servir diverses vegades com a lloc de suport de Babak. Al segle ix Ibn Khurradadhbih esmenta com a senyor local a un tal Shakla i diu que el shirwanshah havia sotmès en aquell temps els estats de Layiran i al-Mukaniyya que se suposa que era Mugan i que seria la continuació d'un regne establert pels georgians que portava el nom de Movaknèthia (derivat del primer rei Mowakan o Movakan fill de Thargamos). Un senyor local de Mugan era aliat de Lashkari ibn Mardi, antic lloctinent ziyàrida que va prendre el poder a l'Azerbaidjan (937) que hi va nomenar com a senyor (amb títol d'ispahbad) a Ibn Dalula. El 950 el kurd Daysam va enviar al seu visir «a les muntanyes de Mukan» per a fer-s'hi fort; el 960 torna a aparèixer com a lloc de resistència de rebels i s'esmenta la rebel·lió del ispahbad local contra el rawwàdida Wahsudan.
Posteriorment s'hi van instal·lar els turcmans i apareix com a terra de pastures d'hivern pels nòmades recent arribats. Encara al segle xii el shirvanshah s'esmenta com a senyor de Shirvan i de Mowakan. Mugan apareix citat especialment en temps de Djalal al-Din Manguberti, que hi guardava el seu tresor i hi reclutava tropes. L'hivern del 1221-1222 els generals mongols Djebé i Subotai el van passar a la regió. En els anys següents els mongols es van apoderar del territori per les seves pastures i en van expulsar els turcmans. Sota els ilkhànides els ispahbadhs de Gilan semblen haver controlat un principat talish a la frontera entre Gilan i Mukan, que incloïa una fortalesa i diversos pobles.
Al final del segle xiv el Mugan formava part de la regió anomenada Karabagh on el gran conqueridor Tamerlà li agradava passar l'hivern; el 1401 Tamerlà hi va fer restaurar un canal que fou anomenat Barlas en honor del nom de la seva tribu (aquest canal es creu que estava al sud de l'Araxes i, per tant, al Mugan). En aquest segle xiv al-Mustawfi esmenta un poble anomenat Talish en la ruta que porta de Sultaniya a Ardabil.
Després, sota els kara koyunlu, i més tard sota els safàvides, el Mugan va esdevenir feu de tribus de turcmans conegudes com a Shahsewan, que foren el principal suport de la dinastia safàvida. Un kan exercia el poder al segle xvi residint a Lenkoran. La regió fou ocupada pels russos vers 1724, després de l'ocupació de Bakú, però retornada a Pèrsia el 1732 pel tractat de Rasht (21 de gener o 1 de febrer de 1732 segons els calendaris julià i gregorià).
La dinastia safàvida fou eliminada per Nadir Shah a la mort del qual el 1747 es va fer independent el kanat de Talysh que del 1785 al 1789 va estar sotmès al Kanat de Quba. Els russos van retornar el 1796 Va passar a Rússia pel tractat de Gulistan de 12/24 d'octubre de 1813 però el càrrec de kan va subsistir fins al 1826. Els kans foren:
- Said Abbas 1747
- Jamaladdin (Gara Khan) 1747 - 1786
- Mir Mustafa Khan 1786 - 1814
- Mir Hasan Khan 1814 - 1826

El tractat de Gulistan repartia l'estepa de Mugan entre Rússia i Pèrsia. Els límits foren definits al tractat de Turkmanchai del 1828. El 1884 Rússia va prohibir als nòmades de la part persa entrar a la part russa. Entre 1902 i 1907 es va fer a la part russa un projecte d'irrigació que van convertir en cultivables 200.000 hectàrees. El 1884 estava només habitada per nòmades subjectes de Rússia però el 1917 ja hi havia 46 pobles russos i 17.000 persones d'aquesta ètnia (els nòmades s'havien sedentaritzat i eren uns 30.000), quasi tots xiïtes.
L'abril de 1918 es va establir el poder soviètic a Lenkoran amb suport de la Comuna de Baku; després de la proclamació de la república de l'Azerbaidjan el juny de 1918 els blancs van formar un comitè executiu del districte sota Sukhorukov. A l'agost de 1918 es va crear a la regió, a l'empara de l'ocupació britànica de Bakú, la Dictadura Militar Provisional de Mugan, dirigida pel coronel Iliaixévitx i per Sukhorukov, que formava part de les forces blanques al Caucas i s'oposava a l'Azerbaidjan i als soviètics. El desembre de 1918 la Dictadura Militar es va canviar a Administració Territorial sota la presidència d'Ilyasheyvich, però després de les desfetes de Denikin, el govern militar es va enfonsar a la fi de març de 1919 i els comunistes van prendre el poder a Lenkoran el dia 2 o el dia 25 d'abril de 1919 (dues fonts donen dues dates diferents) i el 15 de maig de 1919 un congrés extraordinari d'obrers i camperols proclamava la República Soviètica de Mugan (o de Talysh-Mughan) amb N. Tutyshkin com a president el comitè executiu i D.D. Chirkin com a president del consell territorial.
Després que els comunistes obtingueren el poder a Bakú, la república de Mugan es va dissoldre i es va unir a l'Azerbaidjan (28 d'abril de 1920). Va restar dins aquesta república socialista soviètica (uns anys dins la Federació de Transcaucàsia) fins a la dissolució de la Unió Soviètica el 1990.
El 1989 es va crear un poder regional autònom a la regió; després l'Azerbaidjan va esdevenir un estat independent. El 17 de juny de 1993 es va proclamar la República de Talix o Talysh-Mughan abraçant set districtes i amb capital a Lenkoran, que fou dissolta el 23 d'agost de 1993. El seu cap, un general d'ètnia talix, Alikram Gumbatov, va ser empresonat i resta encara a la presó.